# Karin Peters
Karin Peters, pseudoniem van Catharina Johanna Pieterse-Kodde (Aagtekerke, 3 februari 1938 - Middelburg, 20 november 2011), was een Nederlands schrijfster van familieromans.
Sinds 1967 publiceerde ze 94 boeken waarvan er in totaal meer dan een miljoen exemplaren verkocht werden. In 2008 werd ze koninklijk onderscheiden.

## Privé
Peters trouwde in 1961 met Jo Pieterse. Het echtpaar kreeg een zoon en een dochter. Haar echtgenoot overleed in 2002.